# Lista regilor Lan Xang
Această listă enumerează regii Laosului în timpul Regatului Celor Un Milion de Elefanți sau Lan Xang, fondat în 1353 de către regele Fa Ngum. Ultimul rege al Lan Xang, a domnit până în 1694, dar sub o formă diferită reatul s-a perpetuat până în 1707 și apoi a fost împărțit în regate mai mici, cum ar fi Luang Prabang sau aflate sub control siamez. Regatul Luang Prabang a renăscut în secolul al XIX-lea, sub protectoratul francez al Laosului, un substitut pentru regat, abolit definitiv în 1975 prin sosirea la putere a Pathet Lao.

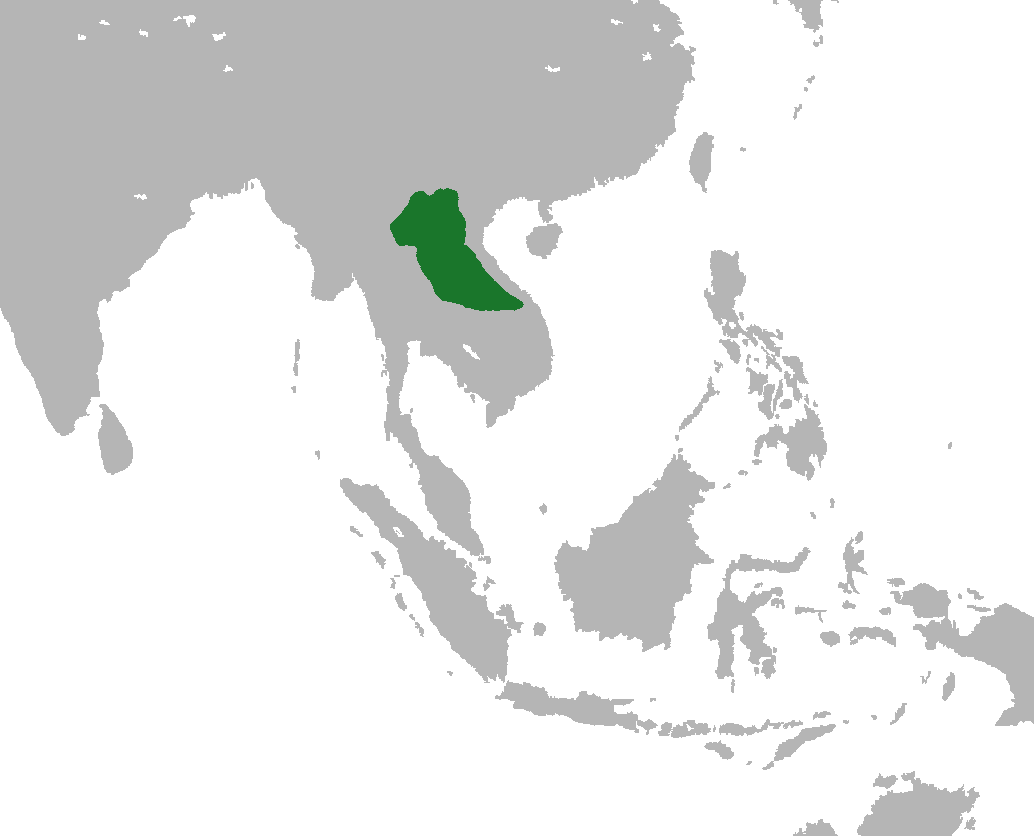
Situația Regatului Lan Xang în Asia

## Lista regilor
- 1353-1374: Fa Ngum;
- 1375-1378: Vutha Singsavaddy;
- 1378-1416: Samsenthai, fiul lui Fa Ngum;
- 1417-1428: Lan Kham Deng, fiul lui Samsenthai;
- 1428-1438: Nang Keo P'imp'a, fiica lui Samsenthai carea a domnit cu:
  - 1428-1429: Phommathat,  fiul lui Lan Kham Deng;
  - 1429-1430: Khamtum (Thao Khamtum sau Pak Houei Lang)   fiul lui Samsenthai;
  - 1430-1430: Thao Sai,  fratele său;
  - 1430-1433: Phaya Khai, fiul lui Lan Kham Deng;
  - 1433-1434: Xieng Sai, fiul lui Samsenthai ;
  - 1434-1435: Yukhon, fiul lui Lan Kham Deng ;
  - 1435-1438: Kham Keut, fiul lui Samsenthai;
- 1438/1441-1478: Chaiyachakkapat-Phaenphaeo (Sao Tiakaphat), fiul lui Samsenthai;
- 1478-1485: Souvanna Banlang (prințul Theng Kham) fiul său;
- 1485-1495: Lahsaenthai Puvanart  fratele său;
- 1496-1501: Somphou (Samphou)  fiul său;
- 1501-1520: Visunarat,  unchiul său, fiul lui Chaiyachakkapat-Phaenphaeo;
- 1520-1547: Photisarath I, fiul său;
- 1548-1571: Setthathirat, fiul său;
- 1571-1575:  Nokeo Koumone fiul său:
  - 1571-1575: Saensurin,  regent;
- 1575-1580: Mahaupahat (a domnit sub dominația Birmaniei) , fiul lui Photisarath I;
- 1580-1582: Saensurin (domnie întreruptă de o scurtă ocupație birmaneză)
- 1582-1583: Nakhon Noi fiul lui Saensurin (a domnit sub ocupație birmaneză)
- 1583-1591: Interregnum
- 1591-1596: Nokeo Koumone, fiul lui Setthathirat, restabilit;
- 1596-1622: Thammikarath,  vărul său, fiul prințesei Dharmagayi[1], și a lui Brhrat Vorapita[2].
- 1621-1622: Upanyuvarat,  fiul lui Thammikarath;
- 1623-1627: Photisarath II fiul lui Saensurin;
- 1627-1633: Mon Keo (Mongkeo), fiul lui Thammikarath
- 1633-1637: Tone Kham sau Upanyuvarat al II-lea fiul său;
- 1637-1638: Vichai  fratele său;
- 1637-1694: Surinyavongsa, fiul lui Tone Khan ;
- 1694-1696: Tian Thala, uzurpator, fiul său se sinucide în 1696.
- 1695-1698: Nan Tharat, nepotul lui Vichai asasinat în 1698.

După moartea sa a avut loc dezmembrarea regatului între Regatul Luang Prabang, Regatul Vientiane și Regatul Champassak.